# Nya Kaledoniens damlandslag i fotboll
Nya Kaledoniens damlandslag i fotboll representerar Nya Kaledonien i fotboll på damsidan. Dess förbund är Fédération Calédonienne de Football.